# 제너럴 아토믹스
제너럴 아토믹스(General Atomics)는 미국의 군수기업이다. 원자로, 항공기를 생산한다.

## 역사
1955년 7월 18일, 캘리포니아주 샌디에고에서 제너럴 다이내믹스의 General Atomic division으로 설립되었다.
1959년 한국은 제너럴 아토믹스의 트리가 마크2 연구용 원자로를 수입했다.
1969년 한국은 제너럴 아토믹스의 트리가 마크3 연구용 원자로를 수입했다.
2010년 4세대 원자로인 가스터빈 모듈형 헬륨원자로(GT-MHR)를 개발했다.

## 자회사
- 제너럴 아토믹스 에어로노티컬 시스템(General Atomics Aeronautical Systems, Inc., GA-ASI) - 항공기를 생산한다.

## 같이 보기
- 고온가스로